# Samir Bargachi
Samir Bargachi (en árabe سمير بركاشي) es un activista LGBT marroquí, activo en las comunidades árabes y musulmanas.

## Activismo
Las actividades a favor de la comunidad LGBT en Marruecos comenzaron en 2004. El 1 de junio, la policía marroquí detiene en Tetuán a 43 personas bajo la acusación de llevar a cabo actividades homosexuales, cumpliendo así con el artículo 489 del código penal que tipifica como crimen la homosexualidad. 
Como consecuencia, Bargachi y otros jóvenes homosexuales inician en Internet una campaña internacional para su liberación. Miles de cartas se remitieron a los principales medios de comunicación y las embajadas occidentales en Marruecos. Para coordinar sus acciones reivindicativas, Bargachi crea en Internet una lista informal de correo llamada LGBT Maroc. Meses más tarde comenzó la página web GayMaroc.net, el primer medio de comunicación gay del país, siendo Samir Bargachi su primer director. En la actualidad GayMaroc.net es el portal homosexual más visitado en lengua árabe en Internet.
Tras la liberación de los detenidos del caso Tetuan y según iba incrementándose el número de participantes de la lista de correo, LGBT Maroc se constituye en 2005 como asociación sin ánimo de lucro cambiándose de nombre a Kifkif («iguales» en árabe marroquí), llevando desde entonces una lucha pacífica por los derechos de lesbianas, gays, transexuales y bisexuales en Marruecos.
Samir Bargachi es el director ejecutivo de Kifkif y director de la revista Mithly y miembro de la International Lesbian and Gay Association (Asociación Internacional de Lesbainas y Gays; ILGA), con base en Bruselas. En 2010 el Congreso Islámico de Estados Unidos le premia por la publicación del ensayo El sufrimiento de mi amado.
El activismo de Samir Bargachi ha sido criticado violentamente desde los elementos más conservadores de la sociedad musulmana. En julio de 2009, el gobierno de Irán le acusa de promover la inmoralidad y la pederastia. En su número especial del año 2010, la revista francófona Tel Quel lo consideró una de las 20 personalidades más polémicas del país.

## Mithly
Desde abril de 2010, Kifkif publica la revista mensual Mithly, la primera revista gay impresa en un país árabe y musulmán. Del primer número se han impreso 200 ejemplares, estando también disponible de forma gratuita en formato electrónico. La revista tiene contenido en dos lenguas, árabe y francés. El nombre es un juego de palabras que significa «homosexual» y «yo mismo». El director de la revista es Samir Bargachi, que ha afirmado que la revista seguramente no tendrá continuidad en papel, ya que resulta peligrosa y difícil su distribución en Marruecos.

## Denuncia
Actualmente Kifkif afronta un ERE y un proceso judicial contra su fundador, Samir Bargachi. Sobre él pesa una denuncia por "apropiación indebida, falsedad documental y estafa" a su propia sociedad. 
Bargachi fue cesado como presidente de KifKif el 27 de septiembre de 2023. En la carta de despido disciplinario, la dirección de la asociación le acusa de un "desfalco total de 208,580 euros desde abril de 2021" a las cuentas de la ONG mediante transferencias a su cuenta personal, haciendo uso de efectivo, de depósitos, de reintegros en cajeros, de disposición de la banca online.